# Phreodrilus
Phreodrilus is een geslacht van ringwormen uit de familie van de Phreodrilidae.

## Soorten
- Phreodrilus beddardi Benham, 1904
- Phreodrilus branchiatus (Beddard, 1894)
- Phreodrilus diemenensis Pinder & Brinkhurst, 1997
- Phreodrilus linnaei Pinder, 2008
- Phreodrilus mauienensis Brinkhurst, 1971
- Phreodrilus melaleucensis Pinder & Brinkhurst, 1997
- Phreodrilus mitodes Pinder & Brinkhurst, 1997
- Phreodrilus peniculus Pinder, 2003
- Phreodrilus stocki Martinez-Ansemil, Giani & Sambugar, 2002
- Phreodrilus subterraneus Beddard, 1891

### Taxon inquirendum
- Phreodrilus mauianus Benham, 1903
- Phreodrilus mauiensis Benham, 1904

### Synoniemen
- Phreodrilus africanus (Goddard & Malan, 1913) => Antarctodrilus niger (Beddard, 1894)
- Phreodrilus albus (Beddard, 1894) => Antarctodrilus niger (Beddard, 1894)
- Phreodrilus breviatria Brinkhurst & Fulton, 1979 => Insulodrilus breviatria (Brinkhurst & Fulton, 1979)
- Phreodrilus campbellianus Benham, 1909 => Astacopsidrilus campbellianus (Benham, 1909)
- Phreodrilus crozetensis Michaelsen, 1905 => Nesodrilus crozetensis (Michaelsen, 1905)
- Phreodrilus fusiformis (Goddard, 1909) => Astacopsidrilus fusiformis Goddard, 1909
- Phreodrilus goddardi Brinkhurst, 1965 => Astacopsidrilus notabilis Goddard, 1909
- Phreodrilus kerguelenensis Michaelsen, 1903 => Nesodrilus kerguelenensis (Michaelsen, 1903)
- Phreodrilus lacustris Benham, 1903 => Insulodrilus lacustris (Benham, 1903)
- Phreodrilus litoralis (Michaelsen, 1924) => Insulodrilus litoralis (Michaelsen, 1924)
- Phreodrilus magnaseta Brinkhurst & Fulton, 1979 => Insulodrilus magnaseta (Brinkhurst & Fulton, 1979)
- Phreodrilus niger (Beddard, 1894) => Antarctodrilus niger (Beddard, 1894)
- Phreodrilus notabilis (Goddard, 1909) => Astacopsidrilus notabilis Goddard, 1909
- Phreodrilus novus (Jackson, 1931) => Astacopsidrilus novus Jackson, 1931
- Phreodrilus nudus Brinkhurst & Fulton, 1979 => Insulodrilus nudus (Brinkhurst & Fulton, 1979)
- Phreodrilus palustris Brinkhurst & Fulton, 1979 => Antarctodrilus palustris (Brinkhurst & Fulton, 1979)
- Phreodrilus pellucidus (Beddard, 1894) => Antarctodrilus niger (Beddard, 1894)
- Phreodrilus plumaseta Brinkhurst & Fulton, 1979 => Astacopsidrilus plumaseta (Brinkhurst & Fulton, 1979)
- Phreodrilus proboscidea Brinkhurst & Fulton, 1979 => Antarctodrilus proboscidea (Brinkhurst & Fulton, 1979)
- Phreodrilus tanganyikae Brinkhurst, 1970 => Insulodrilus tanganyikae (Brinkhurst, 1970)
- Phreodrilus uniseta Brinkhurst, 1982 => Antarctodrilus uniseta (Brinkhurst, 1982)
- Phreodrilus zeylanicus (Stephenson, 1913) => Nesodrilus zeylanicus (Stephenson, 1913)